# Primo cimitero cristiano di Odessa
Il Primo cimitero cristiano di Odessa era un complesso di cimiteri costruito sin dalla fondazione della città e distrutto nel 1932, insieme a tutti i monumenti e le tombe.

## Storia
Le prime sepolture risalgono alla fine del XVIII sec. e sono state effettuate fino alla seconda metà del 1880, in seguito sono state vietate a causa della mancanza di spazio. Le uniche eccezioni sono state fatte per personalità di rilievo o parenti stretti di persone già seppellite che, con un permesso speciale, hanno continuato ad essere sepolti lì fino alla distruzione del cimitero nel 1930.
Inizialmente, il cimitero fu scavato nel fossato e poi recintato da un muro di pietra. Il 25 agosto 1820 è avvenuta la consacrazione del cimitero della chiesa ortodossa di Tutti i Santi, la cui costruzione fu iniziata nel 1816. Nel 1829 è stato costruito un ospizio grazie alla donazione di 6.000 rubli da parte della vedova di Eleny Klenovoy, uno dei primi sindaci e ricco mercante della città: in suo onore uno dei rami del cimitero è stato chiamato "Eleninskaya".
Fino al 1841 il cimitero ha accolto diverse organizzazioni: associazioni di carità, il rifugio spirituale della Chiesa ortodossa di Tutti i Santi e il Consiglio della Chiesa evangelica. Dopo il 1841 le sepolture nel cimitero, ad eccezione per la sezione della Chiesa evangelica, sono state messe a disposizione di tutti i cittadini. Dal 1845, per ordine dell'allora sindaco di Odessa DD Ahlestysheva, il cimitero è stato diviso in quadranti regolari ed è stato redatto un piano regolatore, il viale è stato pavimentato con ghiaia e alberato con piante donate da Carl Desmet, che ha diretto anche l'orto botanico di Odessa. Nel 1857 la città di Odessa ha avuto in gestione dallo Stato il cimitero e nel 1865 ha approvato il regolamento per le visite.
Dopo la rivoluzione Bolscevica, il cimitero andò incontro ad un progressivo abbandono e degrado; spesso le lapidi dei defunti sono state vandalizzate o rubate. Nel 1931 è stato definitivamente chiuso e in seguito distrutto per ordine di Stalin, al suo posto è stato realizzato un parco culturale.
A causa delle condizioni di estrema povertà in cui versava la città solo due salme di cui è sconosciuta l’identità furono trasferite in un altro cimitero. Secondo il racconto di alcuni testimoni, le guardie dell'NKVD chiusero al pubblico il cimitero, estumularono tutte le bare e fecero razzia degli oggetti appartenuti ai defunti come gioielli e collane e dispersero i resti delle salme nel terreno. Ancora oggi nel terreno del parco è possibile rintracciare ossa e resti umani. Solo nel 1995 il grave atto venne riconosciuto come criminale, stabilendo che non può essere edificata alcun tipo di struttura nel terreno del cimitero e sono state poste delle targhette in memoria delle persone sepolte, sempre nello stesso anno il parco è stato ribattezzato Preobrazenskij. Successivamente, nel 1998, il parco è stato incluso nell'elenco dei monumenti storici di Odessa.

## Descrizione
Nel corso degli anni la superficie del cimitero è stata aumentata, raggiungendo all'inizio del XX secolo una superficie di 34 ettari e occupando il territorio tra le strade di Mechnikov e New Schepnoy.  Altri edifici sono stati aggiunti in seguito, progettati dagli architetti Aleksandr Osipovič Bernardazzi e Yu. M. Dmitrenko.
Il cimitero ospita anche le famiglie della Rus', Mavrokordato, Tolstoj, Anatra, Rodokanaki, Rally, Potocki e molti altri.
Tra i monumenti troviamo:
- le cripte di famiglia dei conti Tolstoj e Potocki, Anatra e Mavrokordato;
- il monumento al generale Fedor Radetsky dello scultore V. Sherwood: caratterizzato da una croce e una statua di bronzo del generale erette su una roccia di granito rosso di cinque metri che simboleggia il Monte San Nicola a Shipka.

## Persone famose sepolte nel cimitero
Nel cimitero sono state sepolte circa 200.000 persone tra cui: 
- il primo sindaco di Odessa, Andrey Zheleztsov;
- Dmitry Inglezi, corsaro e mercante di pane, sindaco del periodo 1818 - 1821;
- Stepan Telesnitsky e Yegor Kalantaev, i primi capi del porto;
- Felix de Ribas (1769-1845), il fratello minore del fondatore di Odessa, l'ammiraglio José de Ribas, che ha dato a Odessa il giardino della città;
- Francesco Boffo (1780-1867), un importante architetto di Odessa;
- i generali Ivan Sabaneyev e Fedor Radetsky;
- il principe Ivan Zhevakhov;
- Apollo Skalkovsky, archeologo e storico;
- gli architetti Francesco Morandi e Vikentiy Prokhaska;
- l'attrice Vera Cholodnaja;

oltre i padri fondatori della città di Odessa e altri personaggi famosi.